# Kölner Malerschule

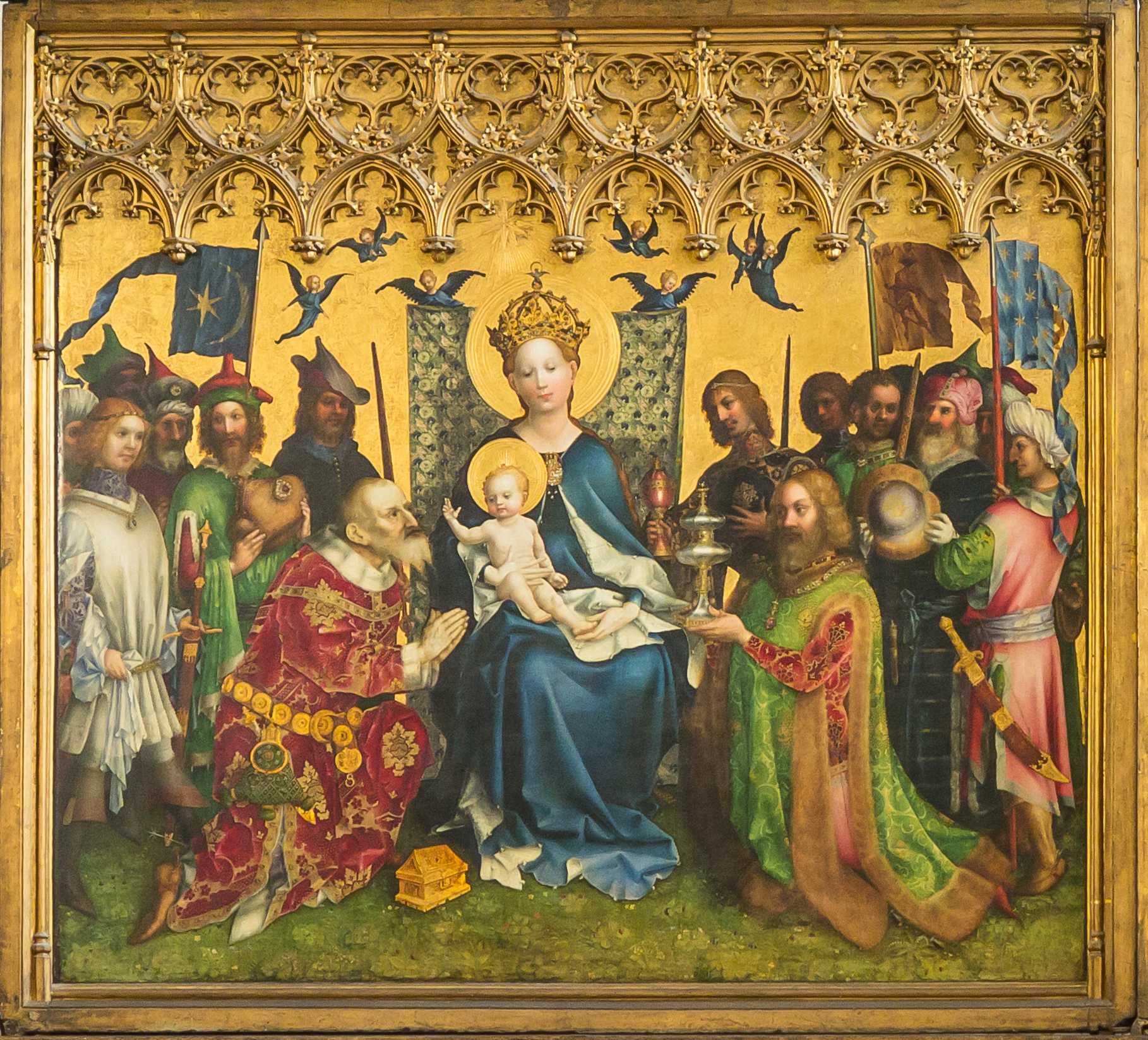
Stefan Lochner: Altar der Kölner Stadtpatrone (Mittelteil), um 1450

Zur Kölner Malerschule werden Künstler und Werkstätten gerechnet, die im 14. und 15. Jahrhundert, längstens bis in die Mitte des 16. Jahrhunderts großenteils in Köln tätig waren. Jüngst wurde für sie der neutralere Oberbegriff Altkölner Malerei eingeführt, da die Künstler vielfältige und variantenreiche Stile entwickelten und so unterschiedliche Werke wie Buchilluminationen, Wandgemälde, Altäre, Andachtsbilder und Entwürfe für Glasgemälde schufen. Die Altkölner Malerei wird in der kunsthistorischen Wissenschaft wegen ihrer Qualität hoch geschätzt. Die Kölner Meister waren tief in der Bildtradition der Gotik verankert und es gelang ihnen, diese mit den flämischen Bildfindungen des Realismus zu einem genuin kölnischen Malstil zu verschmelzen, dessen Werke zu den Höhepunkten der spätgotischen Kunst gezählt werden.

## Umfang und Umfeld
Als eine der wohlhabendsten Handelsstädte im nördlichen Europa bot Köln Markt und Möglichkeiten für eine blühende Kunstszene. Dazu trugen die repräsentationsfreudigen Kaufleute ebenso bei wie die vielen Kirchen der als „heiliges Köln“ wahrgenommenen Stadt mit ihrem reichen Reliquienschatz, die nach einer prachtvollen Ausstattung verlangten. „Innerhalb der deutschen mittelalterlichen Malerei nimmt die Kölner Kunst hinsichtlich Qualität, Quantität und materieller Überlieferung eine Spitzenstellung ein.“ Der Kölner Malerschule werden heute 344, davon 90 vor Lochner, existierende Werke zugerechnet, von denen sich ein Großteil aus mehreren Tafeln und Einzelbildern zusammensetzen, insgesamt mehr als 1000 Einzelbilder. Das ist deutlich mehr, als aus anderen deutschen Städten überliefert ist. Schätzungsweise existieren von allen Altarbildern aus Holz in Deutschland, die vor 1500 entstandenen sind noch zwei Prozent. Im Jahre 1417 sollen es in Köln etwa acht Meister, zum Ende des 15. Jahrhunderts 12 bis 14 gewesen sein. Wir dürfen annehmen, dass alle eine größere Werkstatt repräsentierten. Die Meister, die diese umfassende Zahl geschaffen haben, waren in der Zunft der Schilderer (in Köln auch Gaffeln) organisiert. Die Zunft vertrat die Interessen der Maler nach außen und regelte das Verhältnis der Mitglieder untereinander, gab Vorschriften zu Art und Qualität der Werke sowie zur Ausbildung und Mitgliedschaft. Die erste schriftliche Ordnung entstand in zwei Fassungen zwischen 1371 und 1396. Zur Qualität der Arbeit wurde zum Beispiel in der Ordnung sichergestellt, dass für die Vergoldung nicht Safran oder andere Mittel verwendet werden durften, oder die Pflicht, vor der Aufnahme in die Zunft, den Amtsmeistern sein Können zu beweisen. Zu den Zunft-Grundsätzen gehörte es, Werke nicht zu signieren, was die Zuordnung der Bilder zu einzelnen Künstlern oder auch nur zu deren Werkstätten bis heute nicht hat gelingen lassen. Die Maler in Köln arbeiteten überwiegend an oder in der Nähe der Schildergasse, die im Mittelalter das Kölner Malerviertel bildete.
Über die weitgespannten Handelswege der Handelsstadt hatten die Kölner Meister einen regen Austausch mit künstlerischen Impulsen aus den anderen Kulturzentren Europas, vor allem Paris, Mailand und Böhmen. So lassen sich früh Inspirationen aus Frankreich finden und die Kölner Meisten nahmen aktiven Anteil an der Entwicklung des gesamteuropäischen, sogenannten Weichen Stils der Gotischen Kunst. Ab Mitte des 15. Jahrhunderts wurden die Einflüsse der altniederländischen Malerei in der Kölner Malerschule deutlich sichtbar. Die Meister verschmolzen den Flämischen Realismus allerdings mit der Kölnischen Maltradition zu einem eigenen, farbintensiven, spätgotischen Kölner Stil, wozu möglicherweise auch das konservativen Kölner Klientel beigetragen hat.

## Stilepochen und Entwicklung
Die Chorschrankenmalerei im Kölner Dom, die um 1320 geschaffen wurde und zu den künstlerisch höchststehenden Werken der Monumentalmalerei jener Zeit gehört, gilt als ein Ausgangspunkt der Kölner Malerschule. Parallel dazu zeigt sie sich in der Buchmalerei um 1300. Die Meister schaffen zuerst kleinere Altarbilder wie diejenigen für den Klarenaltar von 1350 im Kölner Dom. Als ein erster Höhepunkt wird die Zeit von 1400 bis 1450 gesehen. Der in dieser Periode entstandene Altar der Stadtpatrone von Stefan Lochner ist ein Meisterwerk der Kölner Malerschule. Danach folgt ab den 1460er Jahren unter dem Einfluss der niederländischen Kunst wie z. B. Rogier van der Weyden eine weitere dritte Schaffensperiode, in der der Meister des Bartholomäus-Altars als einer der besten europäischen Maler des Spätmittelalters herausragt.
Die Meister, die die Chorschrankenmalerei – und damit ein wesentliches Initialwerk für die Kölner Malerschule – geschaffen haben, sind uns unbekannt. Ebenso hat sich der Meister nicht identifizieren lassen, der um 1360 den Klarenaltar geschaffen hat. Zwar wird in der Limburger Chronik von 1380 ein Meister Wilhelm zu Köln als der „beste Maler in Deutschen Landen“ vorgestellt. Vermutlich handelt es sich dabei um den in Kölner Quellen zu identifizierenden Maler Wilhelm von Herle. Allerdings konnte ihm bisher nicht eindeutig ein Œuvre zugeordnet werden.

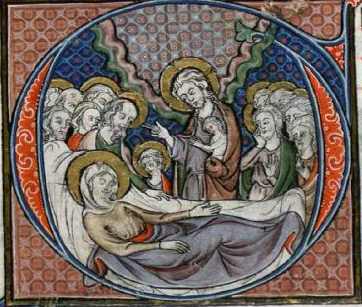
J. v. Valkenburg (1299)
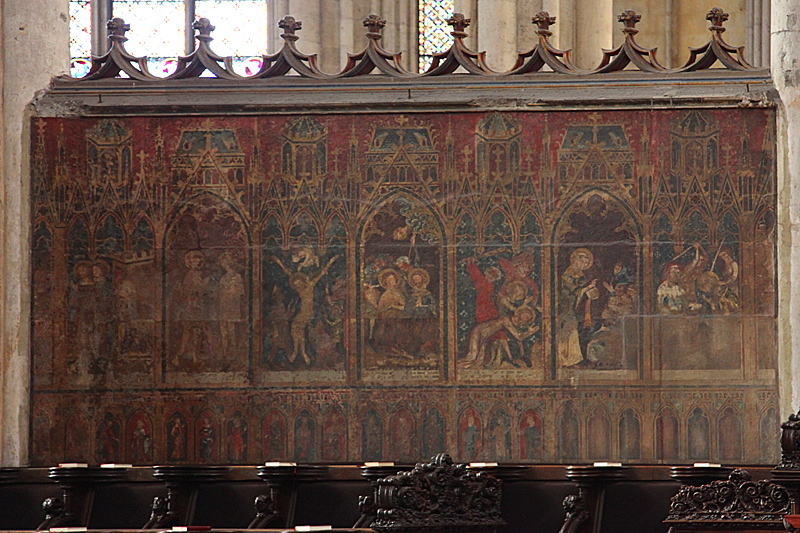
Chorschranke (um 1320)
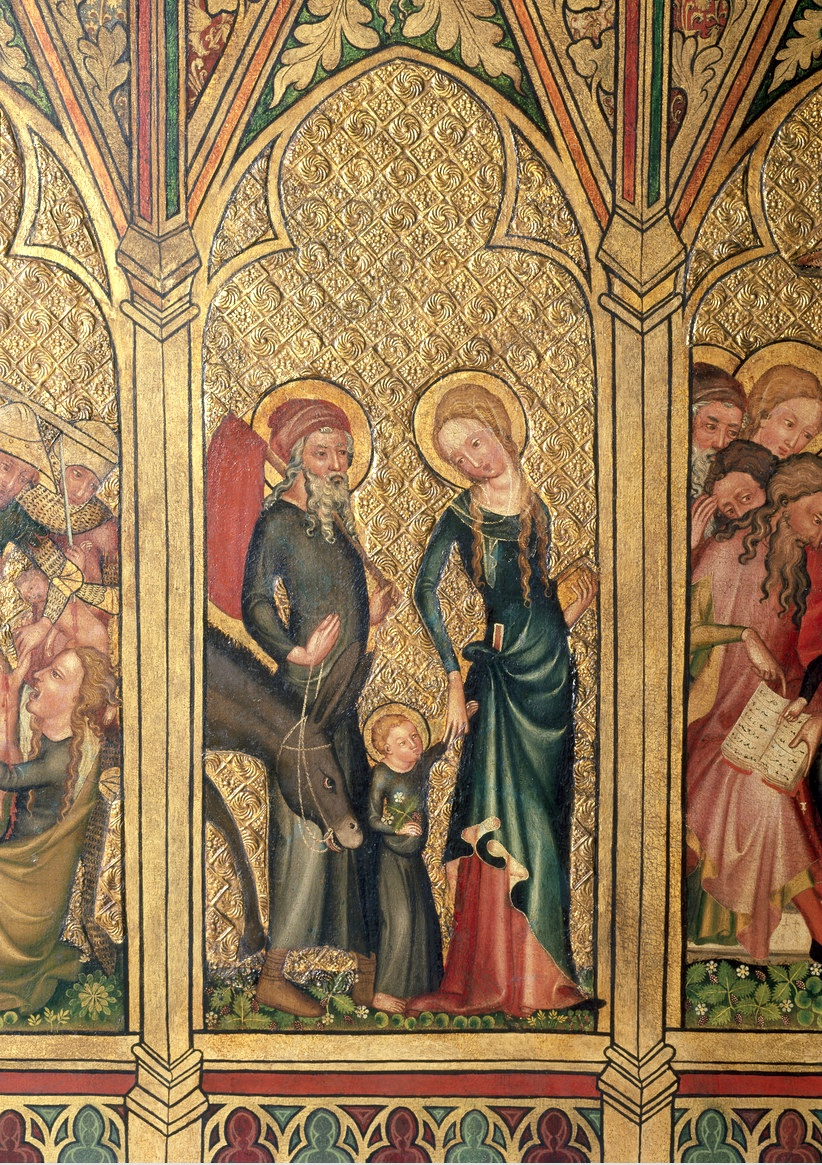
Klarenaltar, Detail (um 1350)

Daher behilft sich die Kunstgeschichte vorwiegend mit Notnamen: Der bedeutendste Maler im Übergang zum 15. Jahrhundert ist der Meister der Heiligen Veronika, der in Köln zwischen 1395 und 1415 nachweisbar ist. Er übernimmt Impulse von der franko-burgundischen und der flämischen Malerei und verdichtet sie zu Tafeln, die durch ausgewogene kalligraphische Komposition und Schönheit der Farben überzeugen. Die weiteren Künstler des beginnenden 15. Jahrhunderts werden als Meister der kleinen Passion (nachweisbar 1400 bis 1420), Meister des Palanter Altars (um 1429), Meister von St. Laurenz (nachweisbar zwischen 1415 und 1430), Meister des Heisterbacher Altars (um 1440), Meister der Heiligen Sippe d. Ä. (um 1410 bis 1440) und Meister des Wasservass’schen Kalvarienbergs (nachweisbar 1415 bis 1435) bezeichnet. Unbestrittener Höhepunkt dieser Phase der Altkölner Malerei ist das Werk von Stefan Lochner (um 1400 bis 1451), der aufgrund einer Notiz Albrecht Dürers als Meister des Altars der Stadtpatrone identifiziert wurde. Ihm gelang es, die jüngsten flämischen Anregungen aufzunehmen und Figuren mit skulpturaler Präsenz und Gegenstände in vollendeter Stofflichkeitsillusion in einer traditionellen gotischen Gesamtkomposition einzuordnen. 1451 brach die Pest in Köln aus. Ihr erlag nicht nur Lochner; die Seuche sorgte für eine Zäsur im Stadtleben und im Kunstbetrieb.

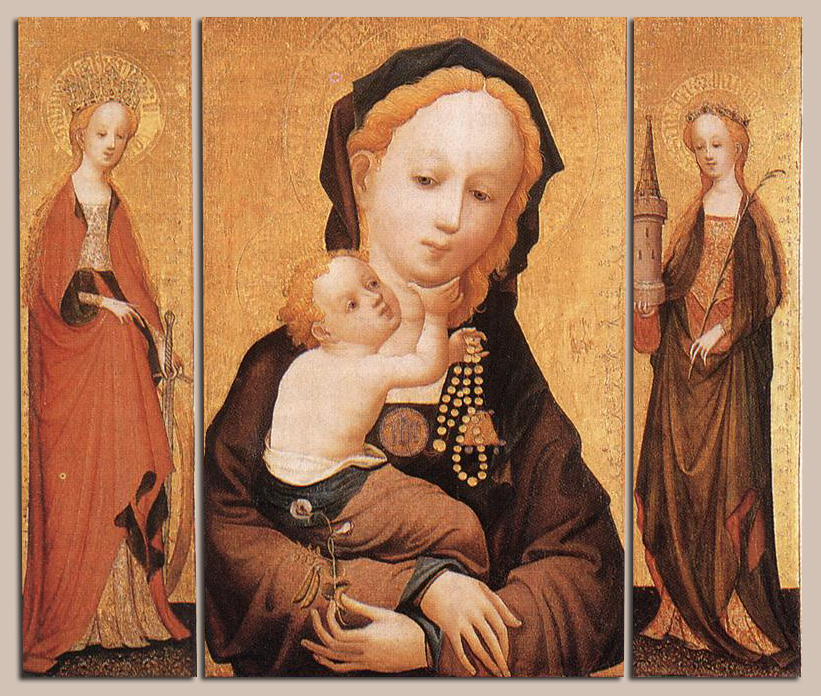
Meister der Hl. Veronika (um 1410)
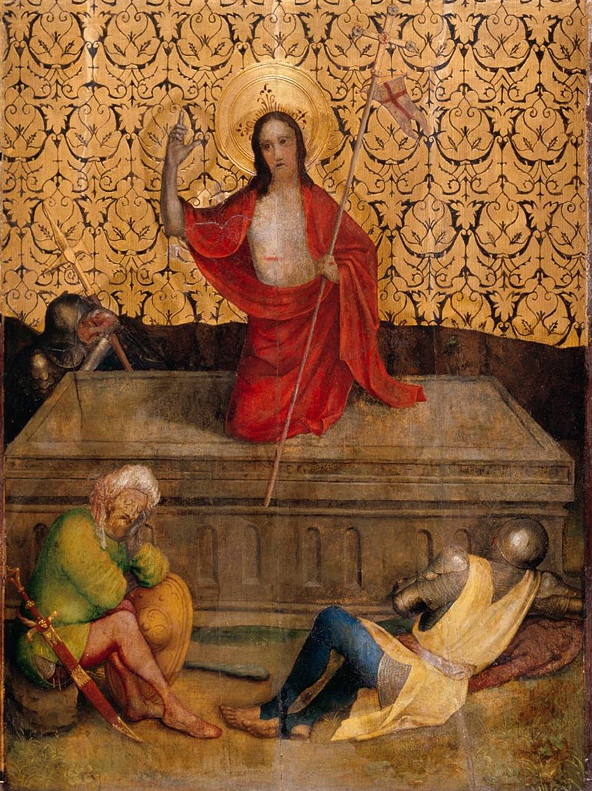
Meister des Heisterbacher Altars (um 1440)
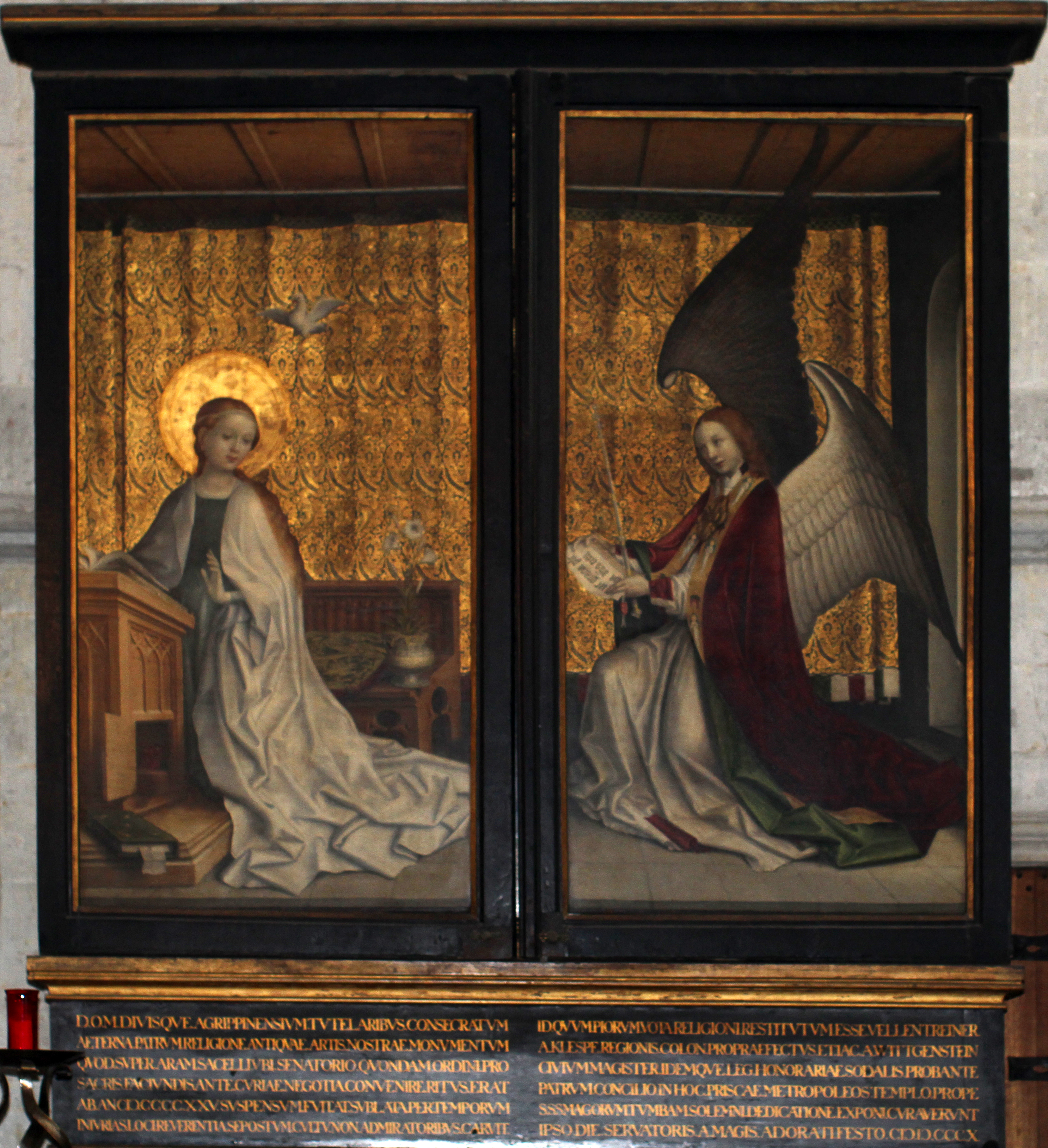
S. Lochner (um 1440)

Ab den 1460er Jahren wurde die Kölner Malerei von einer weiteren „Modernisierungswelle“ ergriffen. Die Kölner Künstler orientierten sich an niederländischen Einflüssen, vor allem von Rogier van der Weyden und verwendeten zunehmend naturalistische Stilmittel. Das gilt vor allem für den Meister der Johannesvision (tätig um 1450–1465), den Meister der Lyversberger Passion (um 1463) und den Meister der Georgslegende (nachweisbar 1465 bis 1490). Auch aus dem späten 15. Jahrhundert sind die Werke des Meisters des Aachener Marienlebens. Der Meister des Marienlebens (nachweisbar 1473 bis 1495) zeigte den Bruch mit den älteren Traditionen exemplarisch; er fand zu einer neuen Bildkomposition, die die reale Landschaft in die Darstellung einband und den Figuren durch Lichtgestaltung eine neue Plastizität verlieh. Dem Meister des Marienlebens wurde auch lange der Sinziger Calvarienberg zugeschrieben. Aber schon Paul Clemen vermutete eine eigene Werkstatt. Die Ausführung zeigt insbesondere viele ältere Merkmale, so dass die Entstehung in Köln nicht mehr sicher angenommen werden kann.

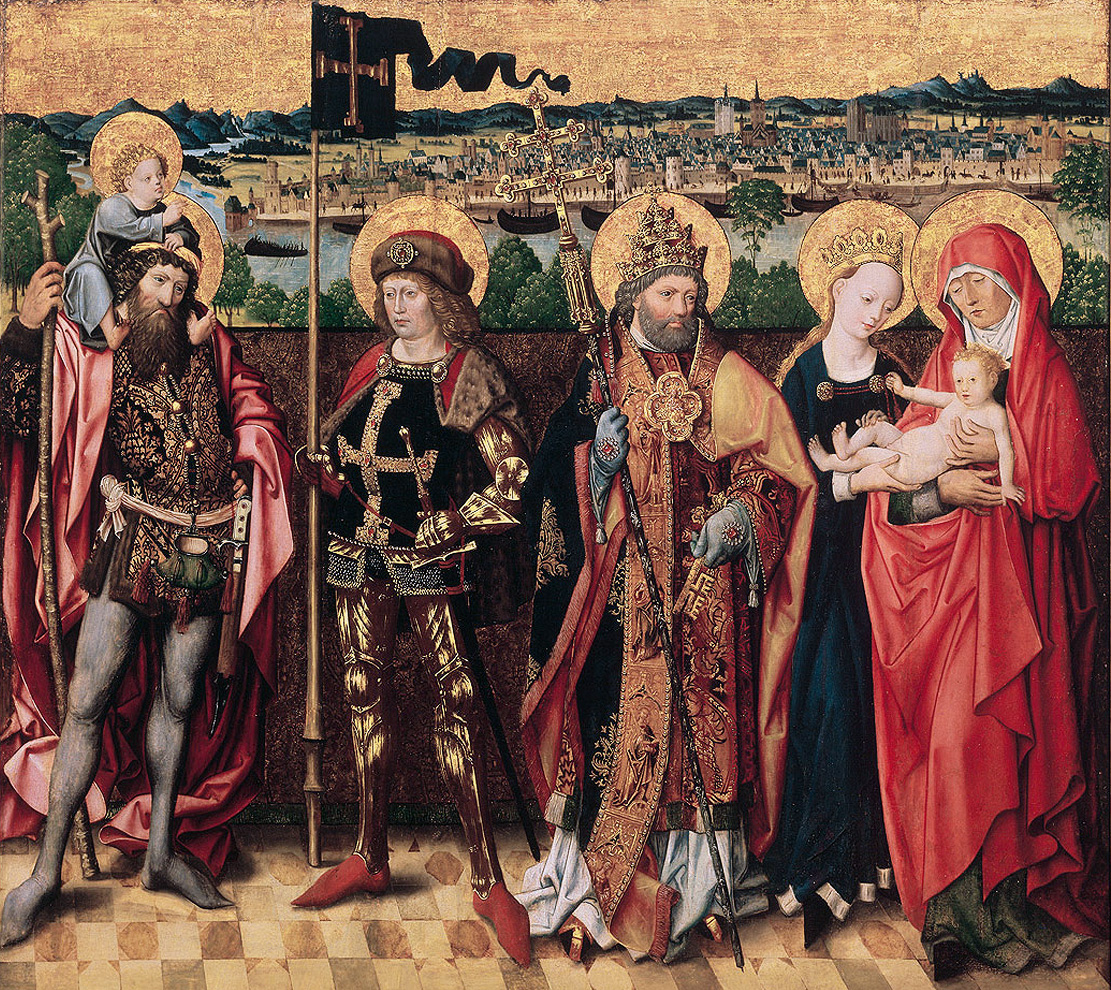
Meister der Verherrlichung Mariae (um 1480)
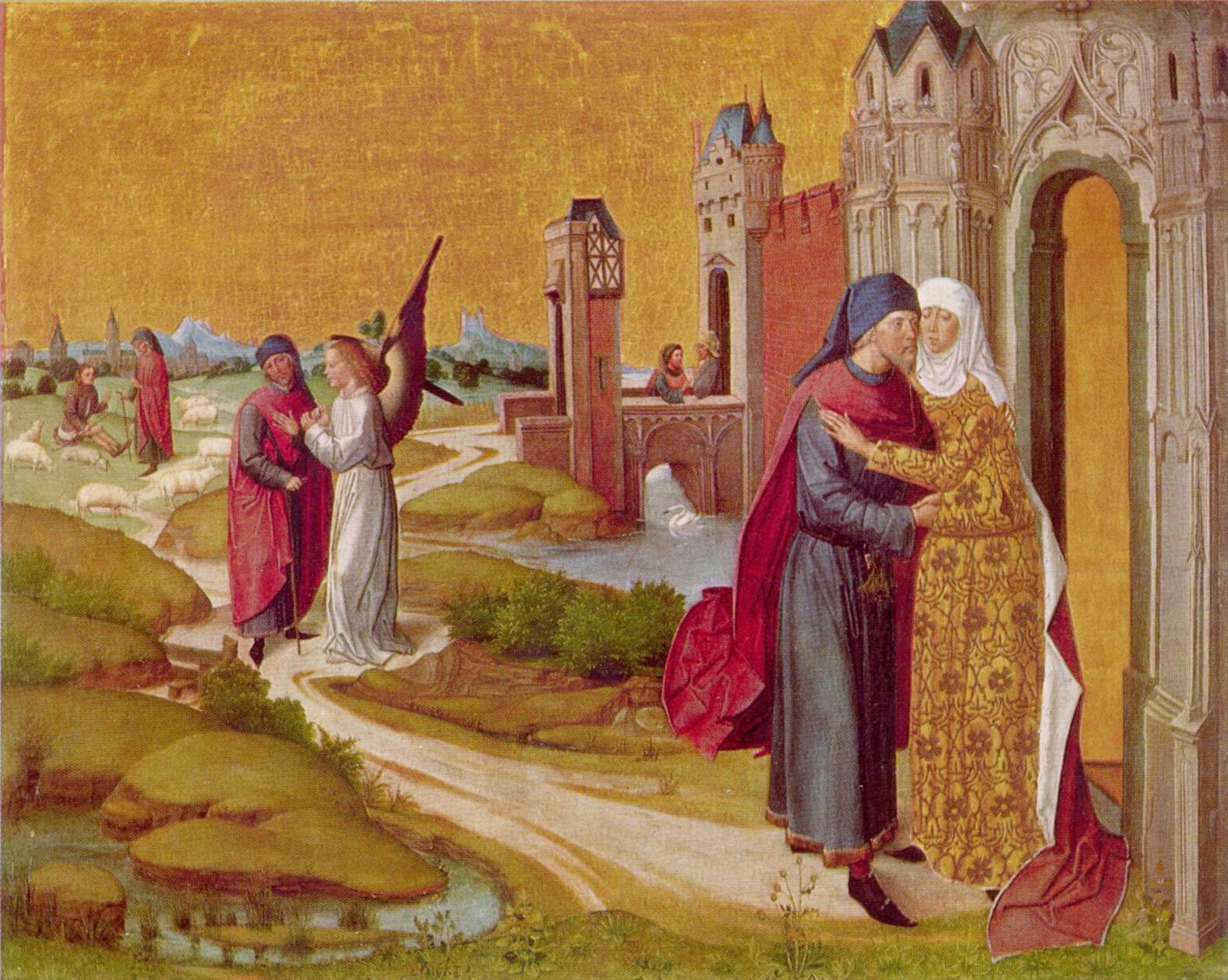
Meister des Marienlebens (um 1480)
Meister des Sinziger Calvarienberges (um 1470)

Als einer der bedeutenden Künstler um 1500 gilt der Bartholomäusmeister, der als „Genie ohne Namen“ bezeichnet worden ist. Der möglicherweise aus den Niederlanden stammende und vielleicht zwischen 1470 und 1510 in Köln arbeitende Meister gilt als bedeutender später Vertreter der Kölner Malerschule. Ihm gelang es, den damals modernen, von der flämischen Kunst eingeführten Realismus in eigenen Kompositionen zu einer zuvor unbekannten Perfektion zu führen. Die plastischen Figuren zeigen eine zuvor selten gesehen Präsenz, die der Meister vor weltläufigen Landschaften zu arrangieren vermochte, die auf dem Thomas-Altar auch die drei Schiffe zeigen, mit denen Kolumbus Amerika entdeckte. Der Bartholomäusmeister unterhielt eine gut gehende, größere Werkstatt; in jüngeren Untersuchungen konnten die qualitätsvolleren Werke des Meisters von den vereinfachenden Kopien seiner Gesellen unterschieden werden. Weitere Meister des beginnenden 16. Jahrhunderts sind der Meister der Ursulalegende (nachweisbar zwischen 1489 und 1515), der Meister des Aachener Altars (um 1480 bis um 1520) und der Meister von St. Severin (um 1520).

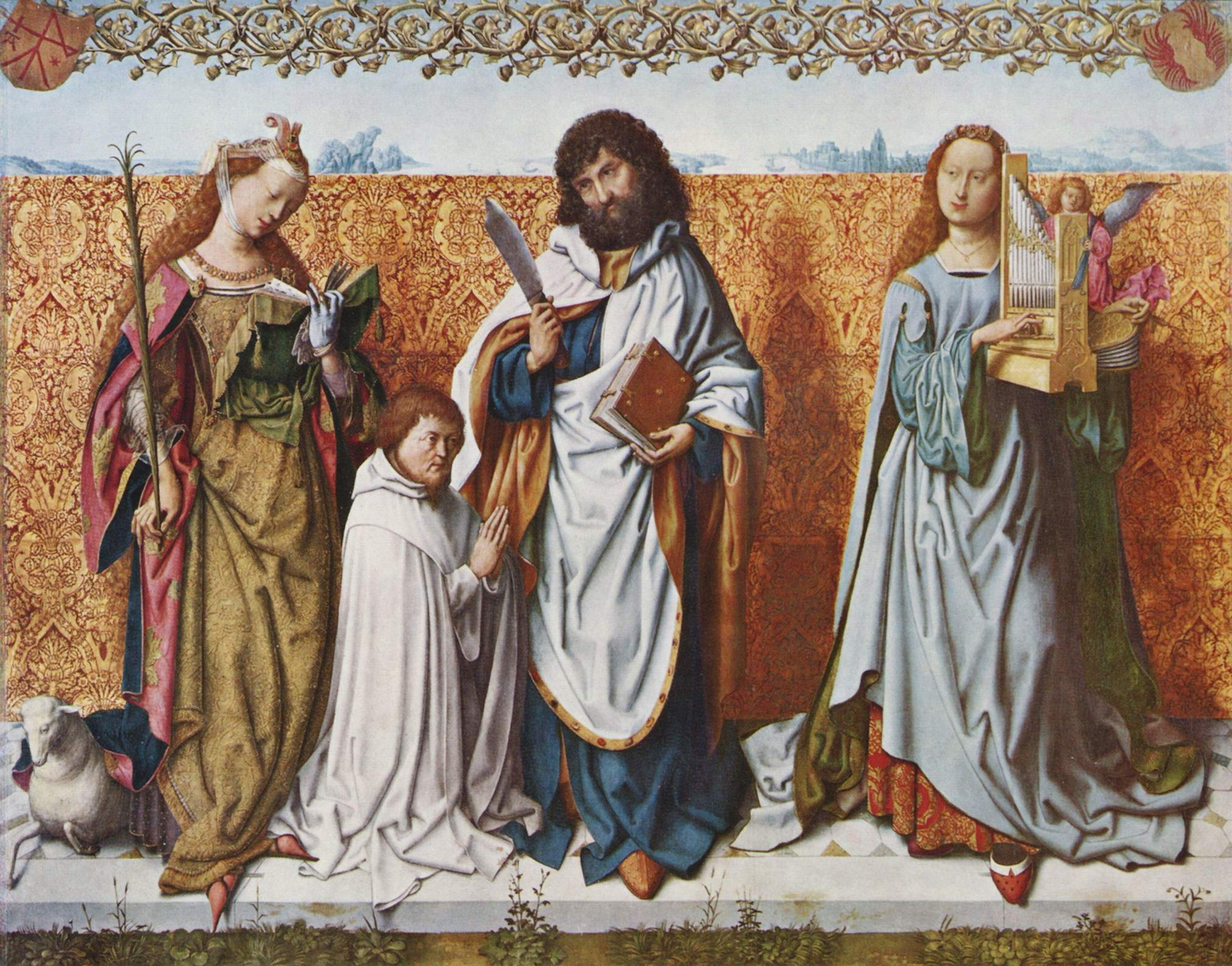
Bartholomäusmeister (um 1501)
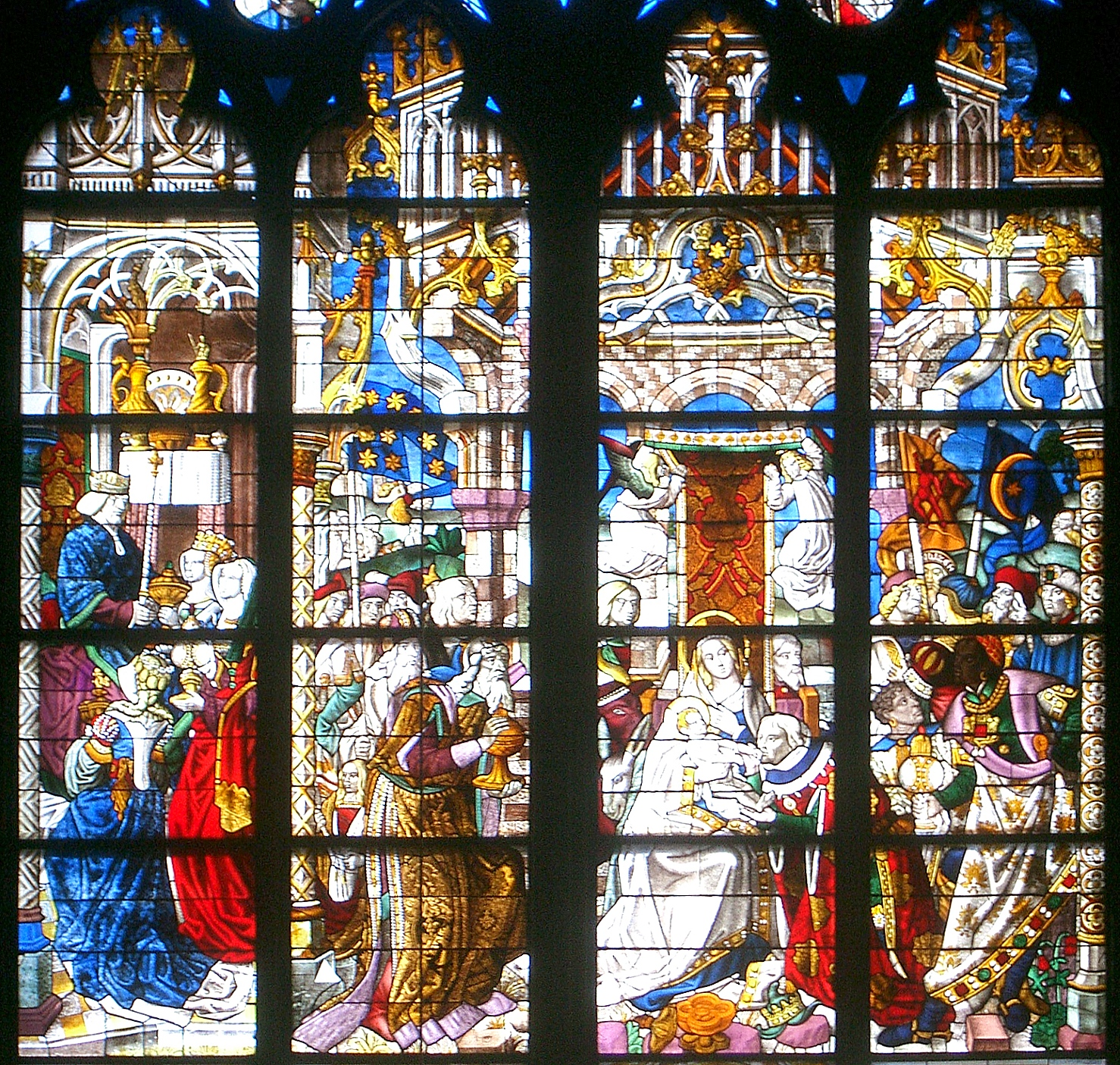
Jüngerer Meister der Heiligen Sippe (um 1508)
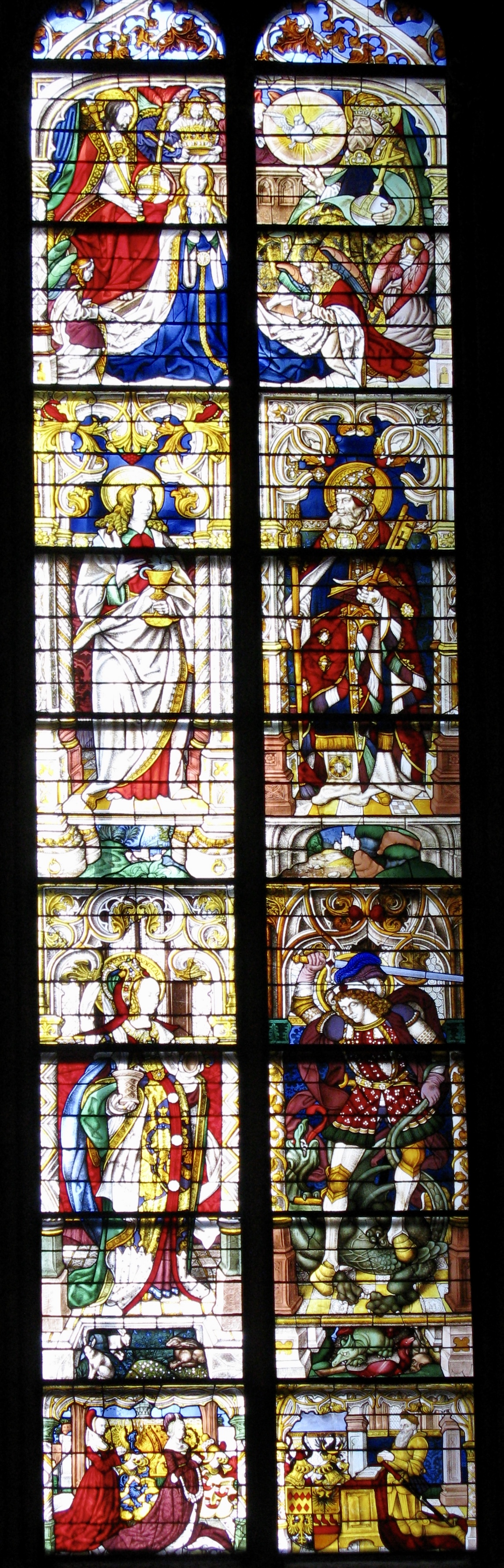
Meister von Sankt Severin (um 1509)
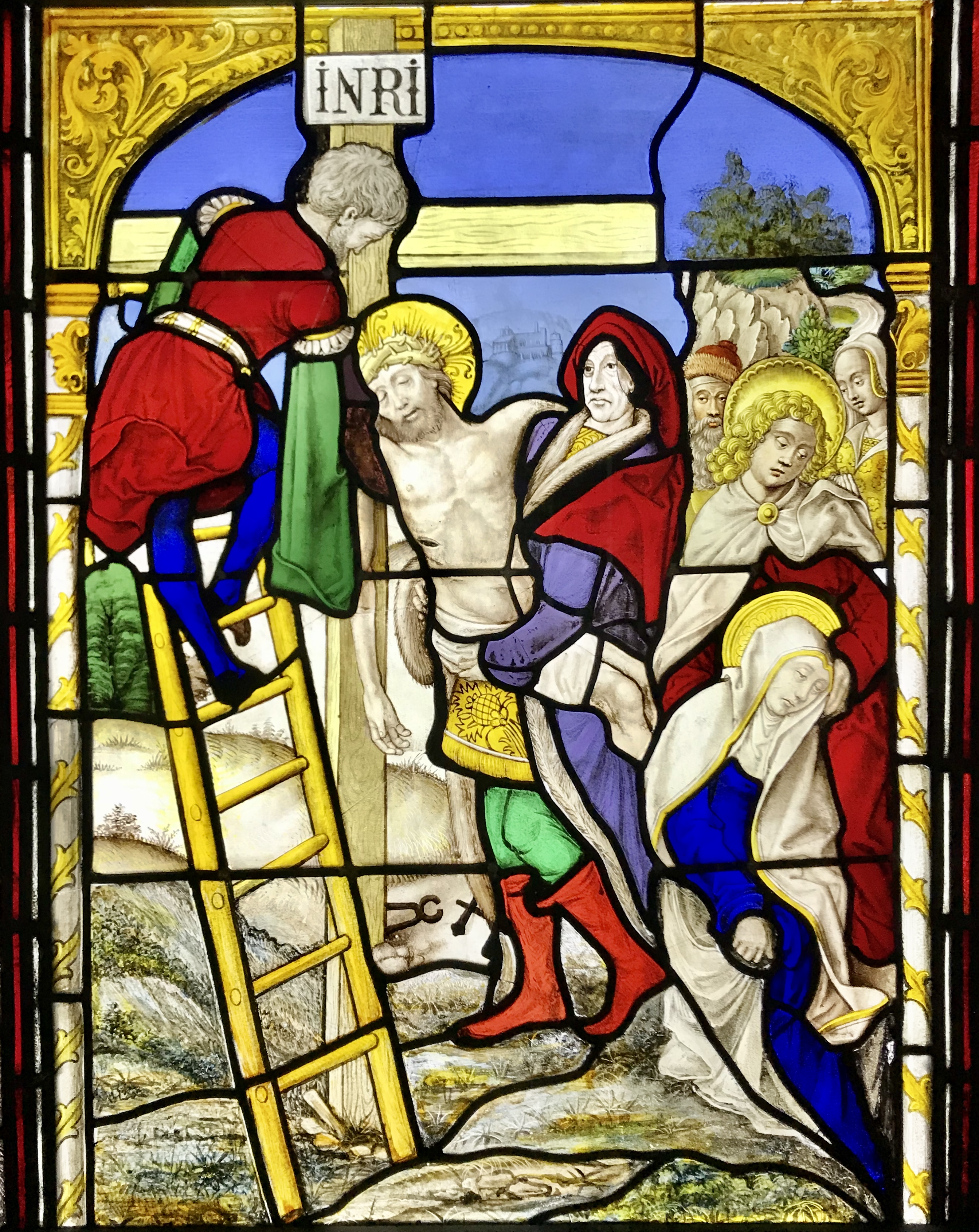
Einfluss von Bartholomäus Bruyn d. Ä. (um 1525)

Im beginnenden 16. Jahrhundert hatte sich die Glasmalerei technisch so weit entwickelt, dass das Malen auf Glas möglich wurde. Um die Kartons der qualitätsvollen Glasfenster auf der Nordseite des Kölner Domes zu erstellen, wurden herausragende Meister der Kölner Malerschule beauftragt. Der Entwurf des Typologischen Dreikönigenfensters wird dem Jüngeren Meister der Heiligen Sippe zugeschrieben. Das Marienkrönungfenster gilt als Werk des Meisters von Sankt Severin. Der an der Grenze zur Renaissance entstandene Glasmalereizyklus aus St. Apern, der heute teilweise im Christusfenster des Domes erhalten ist, zeigt Einflüsse von Bartholomäus Bruyn dem Älteren. Mit ihm endet die gotische Altkölner Malerei, da sein Malstil der Renaissance zugerechnet werden darf.